# Madame de Brinvilliers
Marie-Madeleine-Marguerite d'Aubray, más néven Madame de Brinvilliers (Párizs, 1630. július 22. – Párizs, 1676. július 17.) francia arisztokrata volt, akit három rokonának meggyilkolása miatt kivégeztek. Áldozatainak a száma meghaladhatta az ötvenet is.

## Élete
Módos, nemes, ismert családban született 1630-ban Párizsban. Egyes feljegyzések szerint hétéves korában szexuális abúzus áldozata lett, tízéves korában pedig vérfertőző kapcsolatba került egyik bátyjával. Huszonegy éves volt, amikor hozzáment Antoine Gobelinhez, Brinvilliers őrgrófjához, egy ezredparancsnokhoz. A márki megszállott szerencsejátékos volt, így hamar adósságokat halmozott fel. Mindketten számos szeretőt tartottak. Madame de Brinvilliers végül megismerkedett Jean Baptiste Godin de Sainte-Croix-val, akivel botrányos és költekező viszonyba kezdett. Férje ekkorra már elmenekült hitelezői elől Franciaországból. Antoine Dreux d'Aubraynak, Marie d'Aubray apjának sikerült elérnie, hogy Godint egy évre a Bastille-ba zárják. A férfi zárkatársa egy Exili nevű olasz méregkeverő volt, akitől megtanulta a mérgek használatát, majd szabadulása után rávette szeretőjét, hogy gyilkolják meg annak apját és fivéreit a családi vagyonért.

## A gyilkosságok

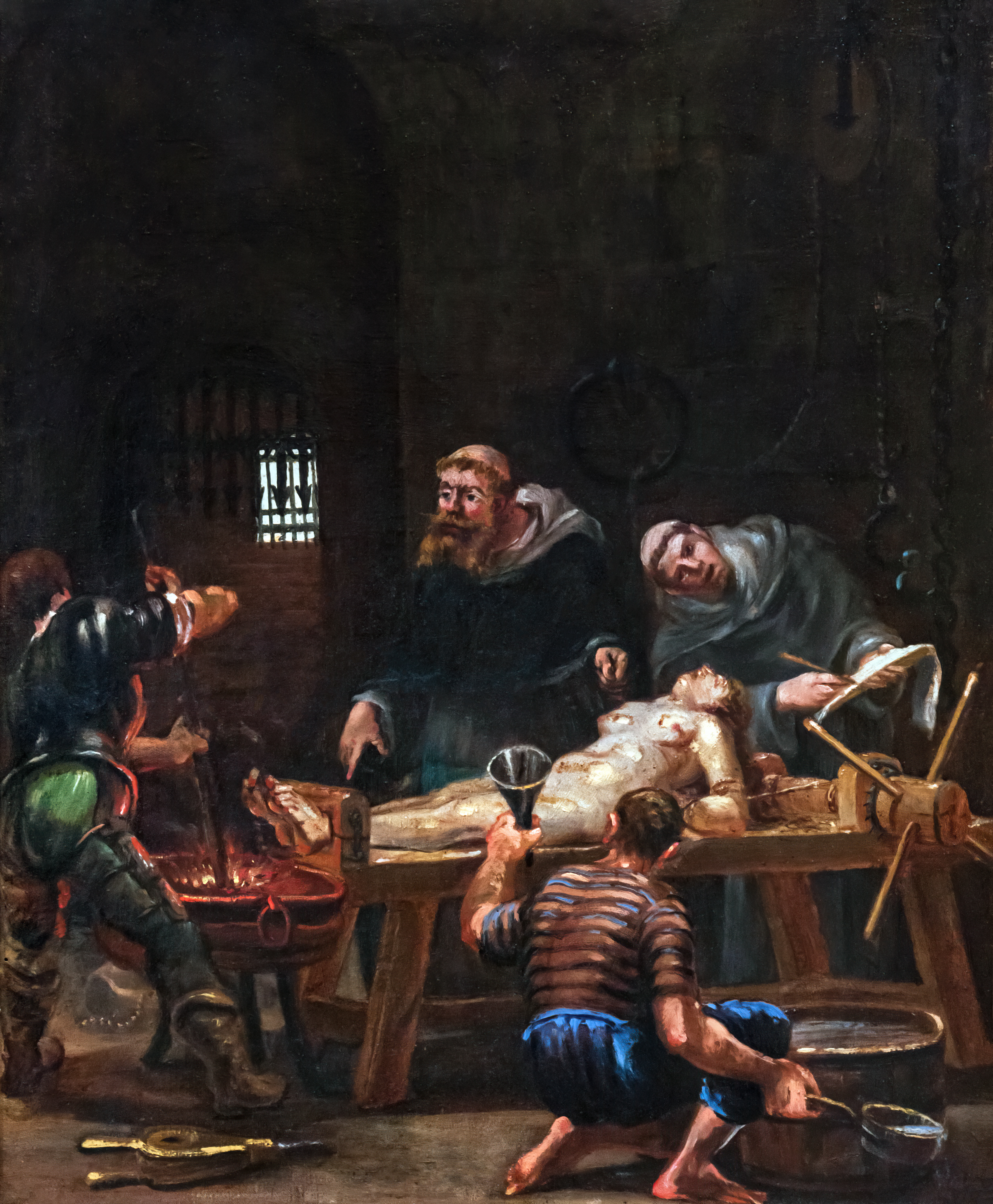
A kínvallatás

A méreg, amelyet használtak, arzén alapú volt, és állítólag Giulia Tofana, egy hírhedt itáliai méregkeverő fejlesztette ki. Az anyag közkeletű neve Tofana-víz volt. Marie d'Aubray megkezdte a méreg előállítását, majd a vegyület összetételével és a dózisok mennyiségével kísérletezett. Alanya szolgálólánya volt, majd a közeli Hotel de Dieu szegénykórház ápoltjai következtek, ahol jótékonysági munkát végzett. Az arzént az adományként átadott pástétomok és gyümölcstorták által juttatta be áldozatai szervezetébe.
Madame de Brinvilliers nyolc hónapon át intézte apja háztartásának kisebb ügyeit. Ő főzött, és lassan mérgezte apját. 1666 szeptemberében Antoine Dreux d'Aubray elhunyt. Halálakor senki nem gyanakodott gyilkosságra, a tetemet nem boncolták fel.
Az örökség, amelyen testvéreivel osztozott, jóval kevesebb volt annál, amennyit Marie d'Aubray remélt. Felbérelt egy fiatalembert, és elhelyezte fiatalabb fiútestvére háztartásában, hogy mérgezze meg őt. A két fivér közül az első 1670. július 17-én, a másik három héttel később halt meg. A boncolás során rábukkantak az arzén nyomára, de Madame de Brinvilliersre nem gyanakodtak, hiszen ő Párizsban tartózkodott.
Sainte-Croix 1672-ben váratlanul meghalt, a közhiedelem szerint mérgező gázokkal kísérletezett, és véletlenül belélegezte gőzüket. A lovag lakásában egy ládikót találtak, amelyet halála esetére hagyott hátra. Ebben megtalálták részletes naplóját, szerelme leveleit, kötelezettségvállalásait és méregfioláit. Hamarosan őrizetbe vették a Marie d'Aubray által alkalmazott fiatalembert is, aki a fivéreket megölte. A férfi a kínvallatás során mindent beismert, majd halálra ítélték.

## Ítélet
Az őrgrófnő 1672-ben Angliába, majd Hollandiába menekült. 1676-ban Lille-ben letartóztatták, és kiadták Franciaországnak. A kínvallatás során több mint kilenc liter vizet itattak meg vele, és ennek hatására beismerte a gyilkosságokat. A hatóságok úgy vélték, hogy apja és két bátyja mellett mintegy ötven beteget ölt meg a szegénykórházban. Tárgyalását 1676. április 29-én tartották Párizsban. Július 17-én a Place de Gréve-en lefejezték. A testét máglyára vetették, majd maradványait a Szajnába szórták. A tárgyalásra és kivégzésre sok kíváncsiskodó ment el, a feljegyzések szerint a nő méltósággal és bátran ment fel a vérpadra.
Kevéssel kivégzése előtt Madame de Brinvilliers azt mondta, hogy a nemesség fele ugyanazt csinálja, mint ő, ha beszélni akarna, megsemmisíthetné őket. Halála után elszaporodtak a mérgezési ügyek Franciaországban. 1677 és 1682 között számos arisztokratát ítéltek el mérgezéséért és boszorkányságért. A mérgezéshullám méregügyként (L’Affaire des poisons) híresült el.

## Megjelenése a művészetben
Marie d'Aubray alakja felbukkan De Sade márki Filozófia a budoárban című könyvének abban a részében, amikor az író a női kegyetlenség módozatait veszi számba. „Voisin asszonyság és Brinvilliers márkiné pusztán a bűn gyönyöre kedvéért lettek méregkeverők” – mondja Dolmancé. Az asszony kivégzését Madame de Sevigne is többször megemlítette híres leveleiben. Voltaire is szentelt neki két sort – S a Brinvilliers leány, e jámbor szent gyerek/Apját megmérgezi a misére menet − A természeti törvényről című 1755-ös versében.